# Pycreus camagueyensis
Pycreus camagueyensis là loài thực vật có hoa trong họ Cói. Loài này được (Britton) T.Koyama miêu tả khoa học đầu tiên năm 1974.